# Graue Moderholzeule

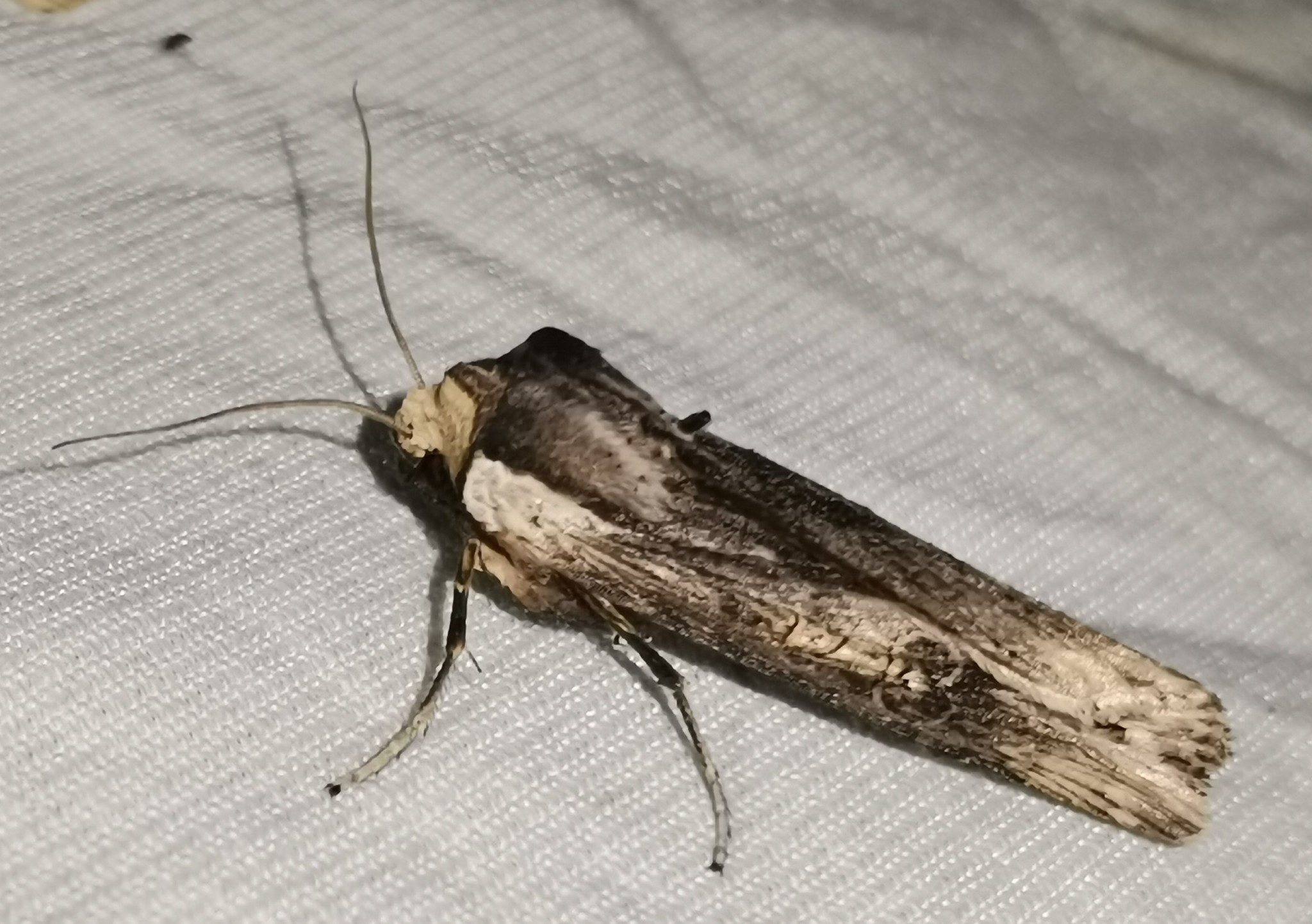
Graue Moderholzeule (Xylena exsoleta), Seitenansicht

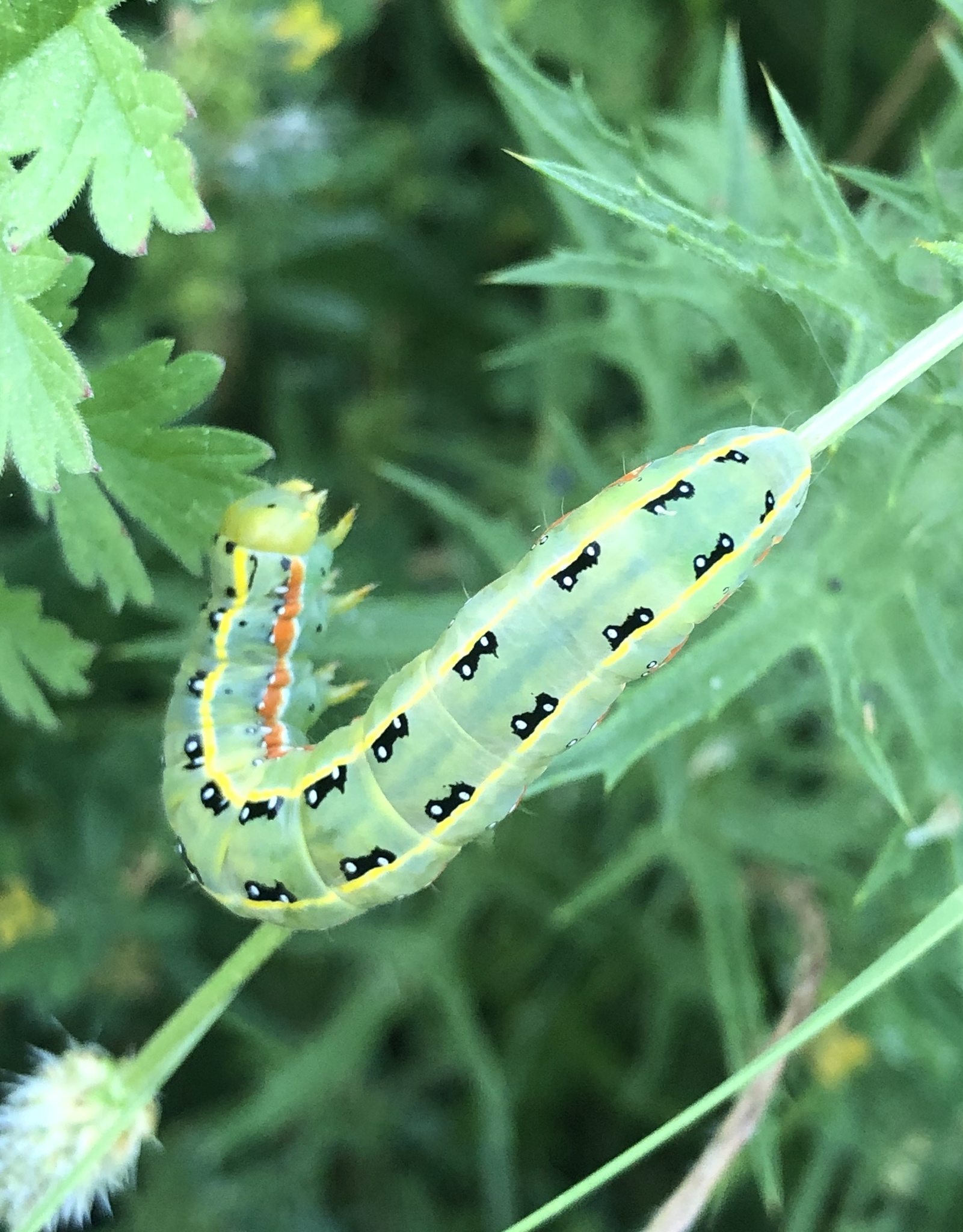
Graue Moderholzeule (Xylena exsoleta), Raupe

Die Graue Moderholzeule (Xylena exsoleta), auch Gemeines Moderholz oder Fahlgraue Moderholzeule genannt, ist ein Schmetterling (Nachtfalter) aus der Familie der Eulenfalter (Noctuidae).

## Merkmale

### Falter
Mit einer Flügelspannweite von 55 bis 70 Millimetern handelt es sich bei der Grauen Moderholzeule um einen relativ großen Eulenfalter. Die Vorderflügel sind schmal und lang. Die Färbung der Vorderflügel variiert von blassgrau bis graubraun. Nierenmakel werden durch dunkle Flecke hervorgehoben, Ringmakel sind meist undeutlich erkennbar und dünn dunkel umrandet. Von der hellen Wellenlinie zieht sich ein schwarzer Strich nach innen, der jedoch die Nierenmakel nicht erreicht. Die Hinterflügel sind zeichnungslos graubraun und haben einen blassbraunen Punkt nahe am Innenrand. Der Saugrüssel der Falter ist gut entwickelt. Die Fühler der Männchen sind schwach gesägt.

### Ei, Raupe und Puppe
Das kugelige Ei besitzt eine stark abgeflachte Basis, einen leicht vorgezogenen Mikropylteil, ist unregelmäßig gerippt und zunächst graurötlich, später violettgrau gefärbt. Die jungen Raupen sind von grüner Farbe und zeigen gelbe Längslinien. Sehr auffällig sind die erwachsenen, grünen Raupen. Sie haben breite, schwarze, unterbrochene, gelbweiß unterlegte Nebenrückenlinien sowie ebenfalls breite, rotbraune, unterbrochene, weißgelb unterlegte Seitenlinien. Die dünnschalige Puppe trägt je zwei lange, divergierende Dornen am knopfförmigen, leicht gerunzelten Kremaster.

### Ähnliche Arten
- Bei der etwas kleineren Braunen Moderholzeule (Xylena vetusta) erreicht der von der Wellenlinie ausgehende schwarze Strich stets die Nierenmakel. Die Grundfärbung betont die Brauntöne stärker. Ringmakel sind nicht erkennbar.

## Verbreitung und Lebensraum
Die Verbreitung der Art erstreckt sich von den Kanarischen Inseln und Nordwestafrika durch nahezu ganz Europa, Vorder- und Mittelasien bis zum Pazifik und Japan. Im Gebirge steigt sie bis auf 3500 Meter. Die Graue Moderholzeule ist hauptsächlich auf trockenen, warmen Wiesen und Feldern, an Böschungen, Waldrändern sowie in Gärten anzutreffen.

## Lebensweise
Die Falter fliegen ab August, überwintern, erscheinen wieder im Frühjahr und leben dann bis Ende Mai. In Ruhestellung pressen sie die Flügel dicht an den Leib, so dass sie einem Stück moderndem Holz gleichen, worauf auch der deutsche Name der Art zurückzuführen ist. Sie sind nachtaktiv und fliegen künstliche Lichtquellen an, besonders gerne auch angelegte Köder. Im Frühjahr saugen sie häufig an Weidenblüten (Salix). Die Raupen leben von Mai bis Juli. Sie sind polyphag und ernähren sich von einer Vielzahl von Pflanzen, von denen hier nur eine Auswahl genannt ist:
- Lilien (Lilium),
- Schwertlilien (Iris),
- Ampfer (Rumex),
- Wolfsmilch (Euphorbia),
- Hauhechel (Ononis),
- Zwiebel (Allium cepa),
- Kohlrabi (Brassica oleracea),
- Rittersporn (Delphinium)

und andere. Die Verpuppung erfolgt in der Erde.

## Gefährdung
In Deutschland ist die Art verbreitet, gebietsweise aber selten und wird auf der Roten Liste gefährdeter Arten in der Kategorie V (auf der Vorwarnliste) eingestuft.